# Seznam horských sedel a rozsedlin
Tato stránka obsahuje seznam horských sedel a rozsedlin.

## Sedla v Česku
- 1. Bumbálka (870 m n. m.) – sedlo v Turzovské vrchovině mezi vrchy Beskydok a Beskyd
- 2. Červenohorské sedlo (1013 m n. m.) – horská rozsedlina v pohoří Hrubý Jeseník na pomezí okresů Jeseník a Šumperk
- 3. Červenovodské sedlo (815 m n. m.) – horská rozsedlina v Bukovohorské hornatině poblíž Suchého vrchu v okrese Ústí nad Orlicí
- 4. Housinské sedlo (cca 415 m n. m.) – sedlo v hřbetu Housina v Hořovické pahorkatině
- 5. Kladské sedlo (817 m n. m.) – horská rozsedlina mezi pohořími Rychlebské hory a Králický Sněžník
- 6. Kostelní sedlo (280 m n. m.) – rozsedlina mezi Deblíkem a Trabicí v Českém středohoří
- 7. Královecké sedlo (510 m n. m.) (polsky Przełęcz Lubawska) – horská rozsedlina mezi Krkonošemi a Vraními horami
- 8. Kunžvartské sedlo (877 m n. m.) – sedlo v Národním parku Šumava
- 9. Paškapole (442 m n. m.) – rozsedlina v Českém středohoří mezi horami Milešovka a Kletečná
- 10. Pindula (též Rožnovské sedlo, 548 m n. m.) – sedlo v Moravskoslezských Beskydech oddělující masiv Radhoště od Veřovických vrchů
- 11. Pomezní sedlo (1046 m n. m.) (polsky Przełęcz Okraj) – horská rozsedlina mezi Pomezním hřebenem a Lesním hřebenem v Krkonoších
- 12. Ramzovské sedlo (759 m n. m.) – horská rozsedlina mezi pohořími Rychlebské hory a Hrubý Jeseník
- 13. Rašovské sedlo – horské sedlo na Ještědském hřbetu v Libereckém kraji
- 14. Skřítek (874 m n. m.) – horská rozsedlina v Hanišovické vrchovině
- 15. Stožecké sedlo (605 m n. m.) – horská rozsedlina mezi Pěnkavčím vrchem a Jeleními kameny v Lužických horách
- 16. Špičácké sedlo (980 m n. m.) – horská rozsedlina na Šumavě poblíž Čertova a Černého jezera

## Sedla na Slovensku
- Donovalské sedlo (950 m n. m.) – sedlo na rozhraní Velké Fatry a Starohorských vrchů.
- Fačkovské sedlo (802 m n. m.) – horská rozsedlina ve Strážovských vrších
- Kurovské sedlo – též Tyličské sedlo, horská rozsedlina, jež tvoří hranici mezi Západními a Východními Karpatami
- Vrícké sedlo – slovenské sedlo na rozhraní Malé Fatry a pohoří Žiar

### Tatranská horská sedla
- Bystré sedlo (2314 m) / Bystrá lávka (2300 m)
- Chalubinského vrata (2029 m)
- Kolový priechod (2118 m)
- Kopské sedlo (1750 m)
- Lomnické sedlo (2190 m)
- sedlo pod Ostrvou (1966 m)
- Poľský hrebeň (2200 m)
- Predné Kopské sedlo (1780 m)
- Priečne sedlo (2353 m)
- sedlo Prielom (2290 m)
- Sedlo pod Svišťovkou (2023 m)
- sedlo Váha (2340 m)
- Vyšné Kôprovské sedlo (2180 m)

## Průsmyky
- Dargovský průsmyk
- Dukelský průsmyk
- Jablunkovský průsmyk
- Laborecký průsmyk
- Lupkovský průsmyk
- Lyský průsmyk
- Makovský průsmyk
- Novosvětský průsmyk (886 m) (polsky Przełęcz Szklarska)
- Průsmyk San Marco
- Vyšebrodský průsmyk

### Kavkazské průsmyky
- Darialský průsmyk
- Křížový průsmyk
- Rokský průsmyk

### Afghánské průsmyky
- Průsmyk Andžirak
- Andžumanský průsmyk
- Průsmyk Broghils
- Průsmyk Dašt'í Jahudi
- Durahský průsmyk
- Gumalský průsmyk
- Průsmyk Hadžigak
- Chajbarský průsmyk
- Iršádský průsmyk
- Kalandarský průsmyk
- Kochtálský průsmyk
- Kúšánský průsmyk
- Pajvárský průsmyk
- Salangský průsmyk
- Šibarský průsmyk
- Průsmyk Tera
- Unajský průsmyk
- Vakdžírský průsmyk

### Nepálské průsmyky
- Larkya La
- Thorong La